# Friedrich I. von Wettin
Friedrich I., Graf von Eilenburg (* um 960; † 5. Januar 1017 in Eilenburg) war ein Sohn des Grafen Dietrich I. und der Bruder von Dedo I. von Wettin. Sein Geburtsdatum ist unbekannt.
Er verwaltete gemeinsam mit seinem Bruder Dedo den Burgward Zörbig, der ihnen schon vor 1009 übertragen worden war. In den siebziger Jahren des 10. Jahrhunderts (973/78) war Friedrich möglicherweise Vogt des Magdeburger Doms. Kaiser Heinrich II. betraute ihn in den Jahren 1009 und 1015 zeitweilig mit der Aufsicht der Burg in Meißen. 1012 hielt sich Friedrich in der Umgebung des Magdeburger Erzbischofs Waltard auf.
Zu seinen Herrschaftsgrundlagen zählten neben dem Eigengut die „civitas“ Eilenburg, im Westen der damaligen Mark Lausitz, sowie Grafenrechte im Gau Quezizi bei Eilenburg. Als Friedrich im Januar 1017 starb, hinterließ er seinen drei Töchtern den gesamten Allodialbesitz und übertrug Eilenburg seinem Neffen Dietrich I., da er selbst keinen männlichen Nachkommen besaß.